# Касёво
Касёво (Петропа́вловка) — исчезнувшее село в Башкортостане, ныне — муниципальное образование «Касёво» города Нефтекамска.

## География
Село располагалось на реке Шывырялке в 17 км от Николо-Берёзовки и в 182 км от Уфы.

## История

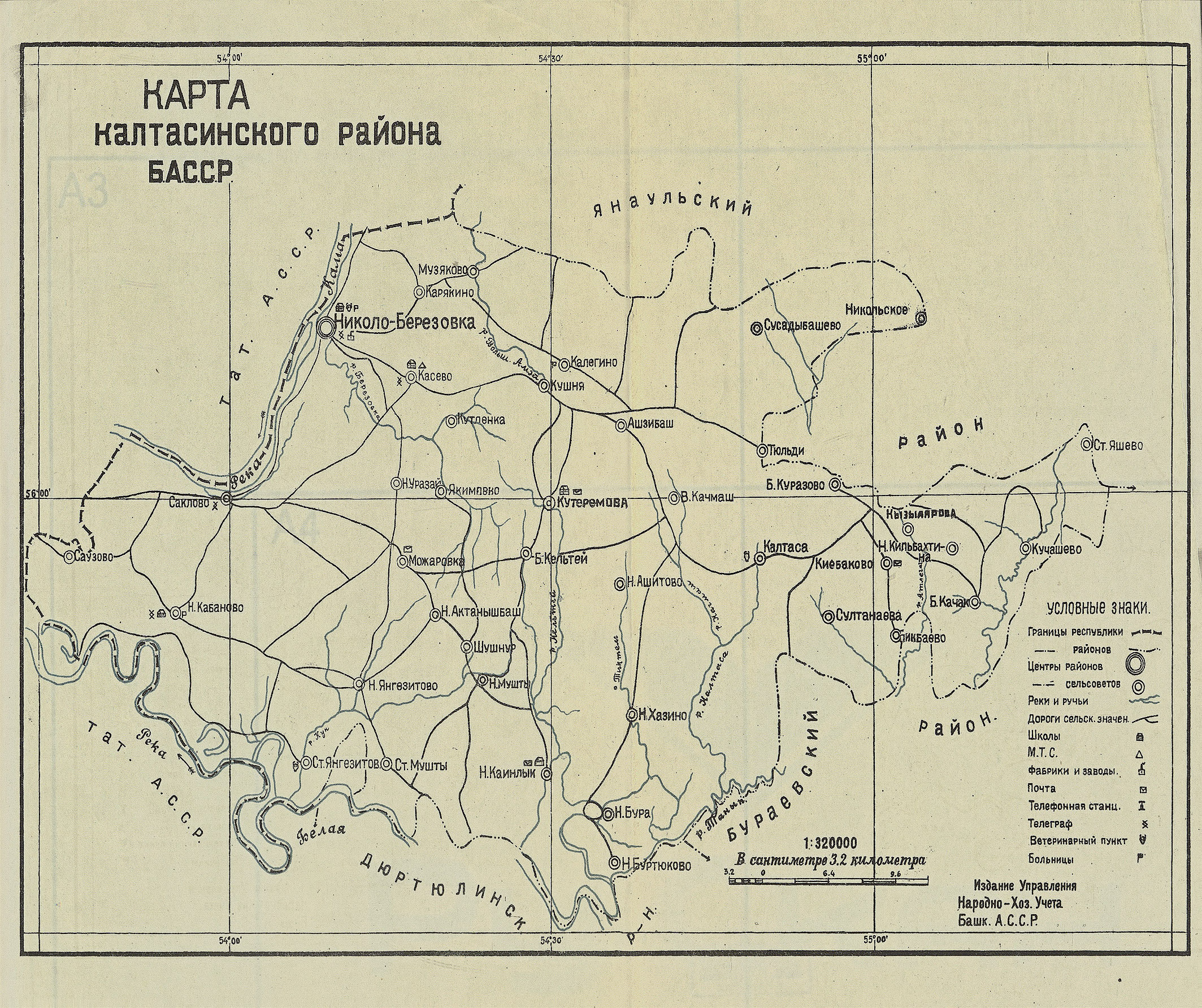
Касёво на карте Калтасинского района (1933).

Касёво было одним из наиболее ранних поселений дворцовых крестьян на территории Башкортостана. Основано в начале XVII века. В 1646 году в дворцовой Сарапульской волости Арской дороги Казанского уезда. Согласно «Переписной книге дворцового села Сарапула переписи казанского коменданта Никиты Алферьевича Кудрявцова» (1710) население деревни Касёво составляло 42 человека. Во время 1-й ревизии 1719 года в деревне было учтено 136 душ крестьян. Крестьяне Касёво не были помещичьими, а дворцовыми. Их главным занятием было хлебопашество.
Во время Пугачёвского бунта один из сообщников Пугачёва разорил село и сжёг в нём храм.
В 1796—1865 годах — в составе Бирского уезда Оренбургской губернии. В 1865 году из части территории Оренбургской губернии была создана Уфимская губерния и село Касёво, в составе Бирского уезда, перешло в её административно-территориальное подчинение. В XIX — начале XX века Касёво располагалось на границе Пермской, Вятской и Уфимской губерний, и было центром Касёвской волости Бирского уезда. В 1922—1930 годах — село в Калегинской волости Бирского кантона Башкирской ССР. С упразднением кантонного деления Башкирской АССР в 1930 году, Касёво вошло в состав Краснокамского района. В 1932 году Краснокамский район был присоединён к Калтасинскому району и Касёво перешло в административно-территориальное подчинение этого района. В 1935 году район вновь был разделён на Калтасинский и Краснокамский, и Касёво снова оказалось в составе Краснокамского района. В 1950-е годы село Касёво вошло в состав новообразованного города Нефтекамска.
В 1870 году в Касёво было 252 двора, население составляло 1361 человек. В 1895 году — 280 домов и 1289 жителей. Во владении отдельных жителей находились 3 маслобойные заведения, 5 мельниц, 35 лавок. Еженедельно по четвергам проводился базар, четыре раза в год — ярмарка (25 марта, 29 июня, 20 июля, 26 октября). Действовали 2-классное мужское училище и земская женская школа, православная церковь и часовня. По переписи 1920 года — 1485 человек при 289 дворах.
В 1825 году в селе открылся новоотстроенный Петропавловский собор (ныне Петропавловская церковь).
С 1959 рабочий посёлок Нефтекамск (в его состав вошло с. Касёво).

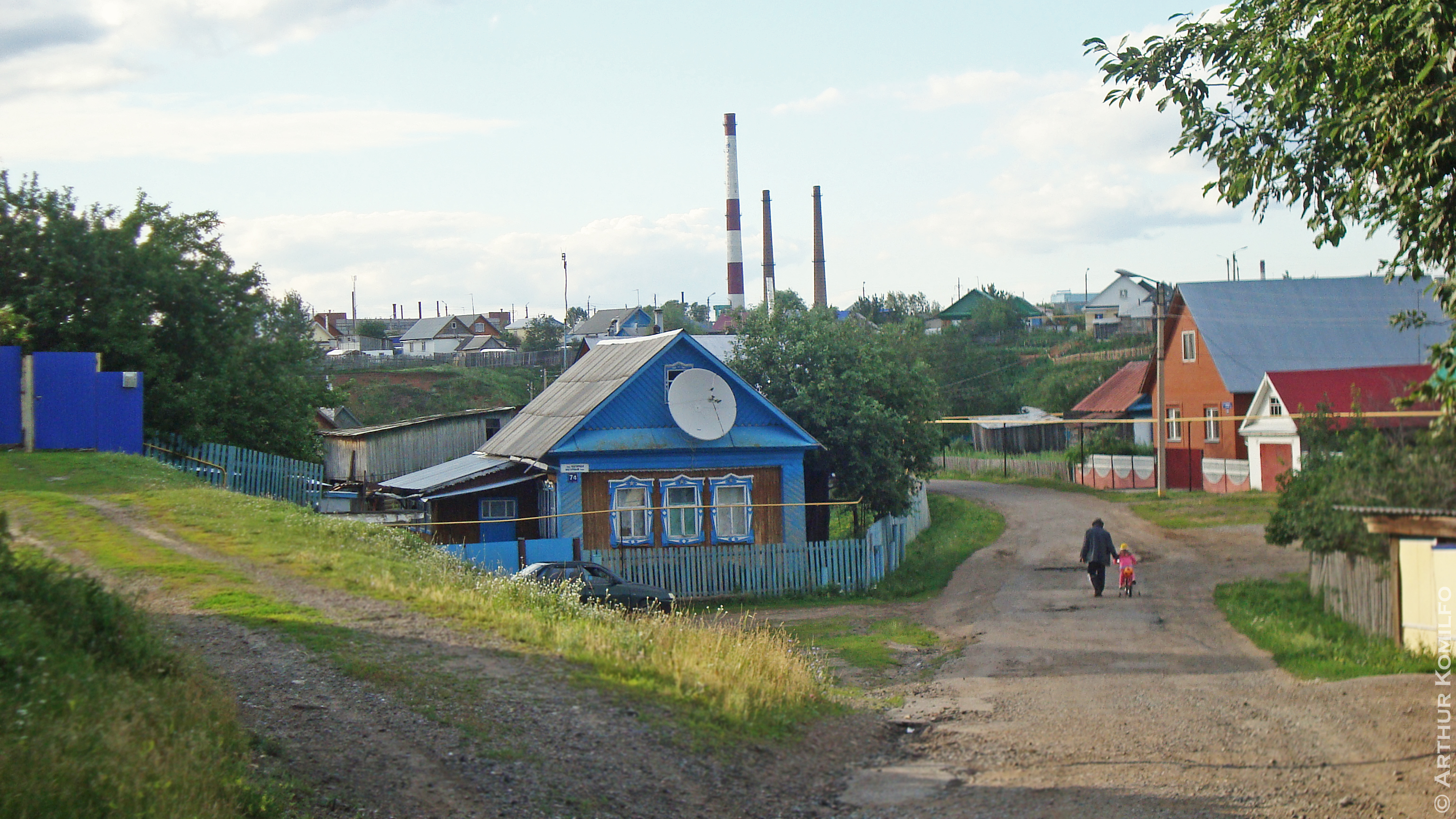
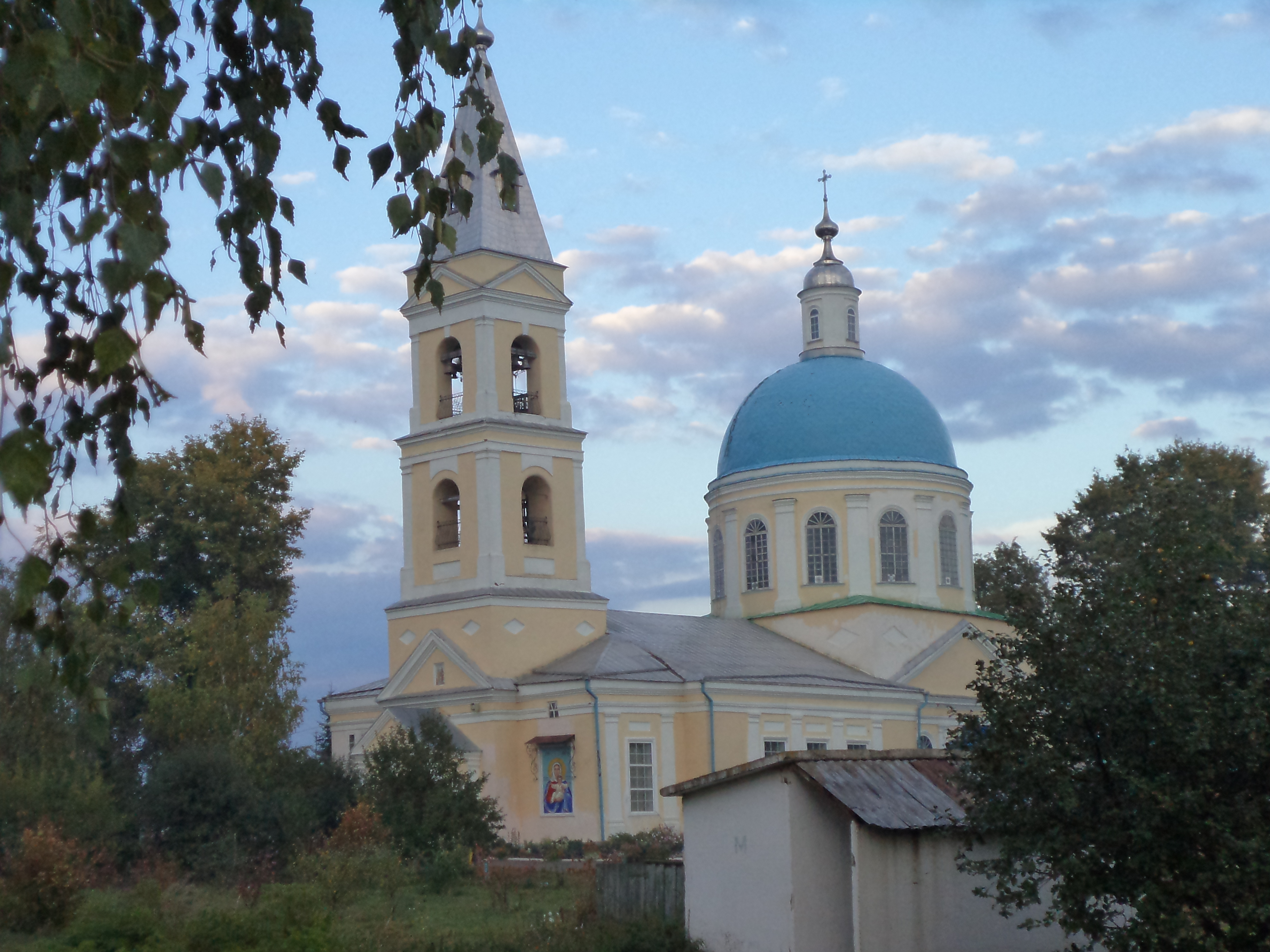
Петропавловская церковь.

## Топографические карты
- Лист карты O-40-133. Масштаб: 1 : 100 000. Состояние местности на 1982 год. Издание 1983 г.